# Poliakrilsav
| Poliakrilsav |              |
| |              |
| \| \| \| |              |
| IUPAC-név | poliakrilsav |
| Kémiai azonosítók                                                                                               |              |
| CAS-szám | 9003-01-4    |
| EINECS-szám | 618-347-7    |
| KEGG | C19501       |
| ChEBI | 51133        |
| Beilstein | 8187762      |
| UNII | 73861X4K5F   |
| Kémiai és fizikai tulajdonságok                                                                                 |              |
| Kémiai képlet                                                                                                   | (C3H4O2)n    |
| Veszélyek |              |
| R mondatok | R36 R37 R38  |
| Ha másként nem jelöljük, az adatok az anyag standardállapotára (100 kPa) és 25 °C-os hőmérsékletre vonatkoznak. |              |
| |              |

A poliakrilsav (PAA) egy akrilsavból, megfelelő iniciátorral (pl. kálium-peroxo-diszulfáttal) és kis mennyiségű, keresztkötések létrehozó térhálósító adalékkal, gyökös mechanizmusú polimerizációval előállítható ún. szuperabszorbens polimer (SAP). Legjelentősebb tulajdonsága a nagymértékű nedvességkötő képesség (a saját tömegének akár harmincszorosát is képes megkötni), ezért legtöbbször személyi higiénés termékekben használják fel.
A szuperabszorbens polimerek Japánból eredeztethetőek, elsősorban női egészségügyi betétek céljára fejlesztették ki, később viszont megjelentek a pelenkákban és inkontinenciabetétekben is.
A gyártás három vagy négylépcsős folyamat, melynek végterméke egy lágy, átlátszó gumiszerű gél. Ezt később porrá őrlik, majd legtöbbször hőkezelik (felületi térhálósítás), és por alakban hozzák forgalomba.
A világ legnagyobb SAP gyártói: BASF, Degussa, Nippon Shokubai és a Dow Chemical.